# Aéroport de Lokichogio

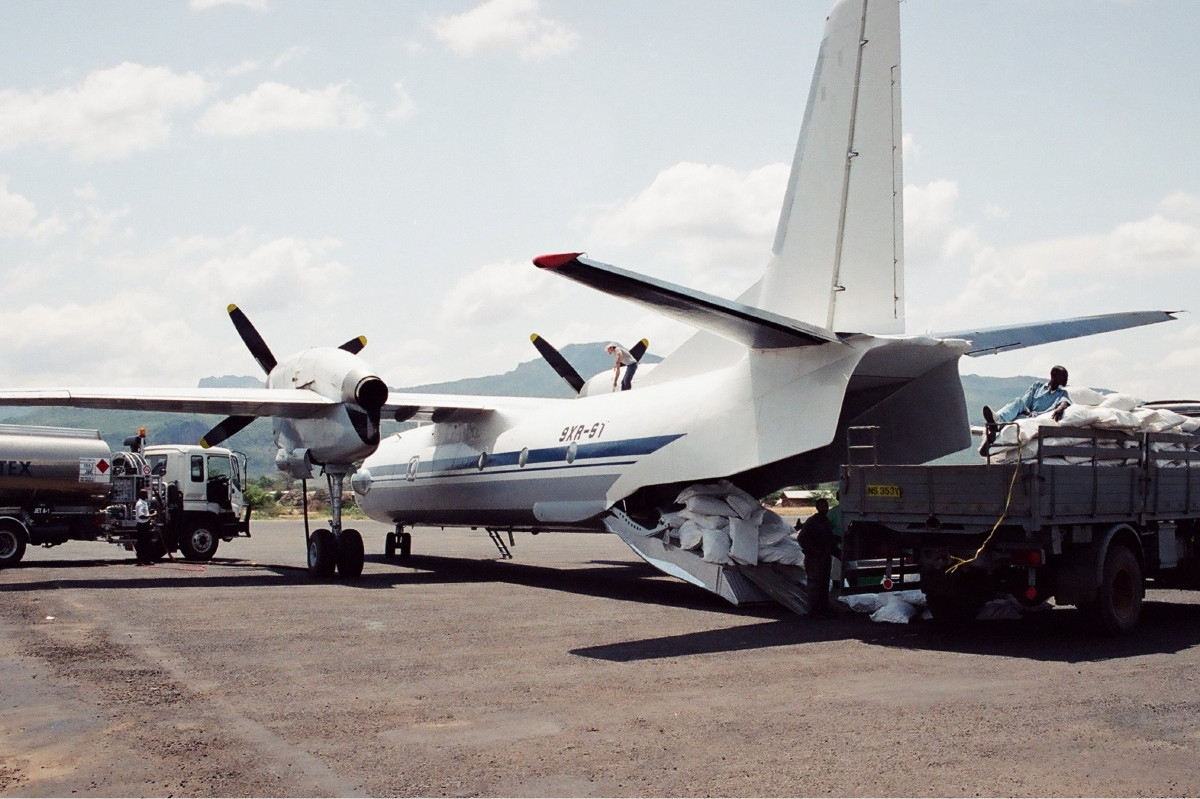
Antonov an-32 à aéroport

L'aéroport de Lokichogio (code IATA : LKG • code OACI : HKLK) est un aéroport situé à Lokichogio, au Kenya.

## Emplacement
Il est situé dans le Comté de Turkana, dans la ville de Lokichogio, dans le nord-ouest du Kenya, près de la frontière avec le Soudan du Sud et l'Ouganda.
| Amboseli Bamburi Bungoma Eldoret Eliye Springs Garissa Hola Homa Bay Nairobi · J. Kenyatta Kalokol Kericho Kilaguni Kisumu Kitale Liboi Lodwar Loiyangalani Lokichogio Malindi Mandera Marsabit Mombasa Moyale Nakuru Nanyuki Nyeri Samburu Ukunda Wajir Nairobi · Wilson |

## Vue d'ensemble
L'aéroport est l'un des plus grands du monde pour l'exécution de projets d'aide humanitaire. L'aide mondiale, les projets sont exécutés par des groupes d'aide tels que les Nations Unies, l'UNICEF et le Programme alimentaire mondial pour le pays voisin, le Soudan du Sud.

## Compagnies aériennes et destinations
| Compagnies                | Destinations                   |
| ------------------------- | ------------------------------ |
| Aircraft Leasing Services | Lodwar, Nairobi-Wilson, Rumbek |

Actualisé le 15/11/2023